# Federazione Italiana Canoa Kayak
La Federazione Italiana Canoa e Kayak (FICK), facente parte del Comitato olimpico nazionale italiano, raggruppa le varie discipline della canoa e del kayak. Riconosciuta ufficialmente dal CONI il 30 aprile 1987.
Il centro tecnico federale si trova a Castel Gandolfo (RM), dove annualmente è organizzata ad agosto la gara che segna l'epilogo della stagione di migliaia di canoisti tra i 15 e i 23 anni.

## Organi Federali

### Presidente
- Presidente: Luciano Buonfiglio

### Consiglio Federale
- Presidente: Luciano Buonfiglio
- Vicepresidenti: Ruggero de Gregori, Emanuele Petromer
- Consiglieri: Andrea Argiolas, Ruggero De Gregori, Adriana Gnocchi, Epifanio Daniele Insabella, Hansjorg Mayr, Mario Pandolfo, Emanuele Petromer, Fabrizio Proietti Mercuri, Fabiano Roma, Adelfi Scaini

## Discipline
- Su acque piatte (K1, K2, K4, C1, C2, C4)
  - Canoa velocità (200m, 500m, 1000m)
  - Velocità fondo (5000m)
- Maratona (> 10km)
- Fluviale
  - Canoa discesa
  - Canoa slalom
- Canoa polo

Non ufficialmente regolate, e quindi non agonistiche, esistono anche altre discipline quali: canoa a vela, dragonboat, rafting, rodeo, outrigger.